# Waverly, Ohio
Waverly, även Waverly City, är administrativ huvudort i Pike County i delstaten Ohio. Waverly hade 4 165 invånare enligt 2020 års folkräkning.